# Place des Gloires-Catalanes
La place des Gloires-Catalanes (en catalan : Plaça de les Glòries Catalanes, souvent nommée Plaça de les Glòries ou simplement Glòries) est une place publique de Barcelone.

## Situation
Ce vaste espace public se situe dans l'est de la ville, à la limite entre les arrondissements de l'Eixample au sud-ouest et de Sant Martí au nord-est. Il constitue le point de rencontre des trois principales artères de Barcelone que sont les avenues Diagonale et Méridienne et la Gran Via de les Corts Catalanes.

## Histoire
À son origine, elle est conçue par Ildefons Cerdà dans son plan d'aménagement urbain comme un point central, où se rejoignaient les trois principaux axes de Barcelone.
Avec l'organisation des Jeux olympiques par la capitale catalane, un projet est mené de 1990 à 1992 par les architectes Andreu Arriola, Gaspar García, Joan Mas et Artur Juanmartí avec l'aide de l'ingénieur aéronautique Adolf Monclús. Cette transformation permet d'améliorer les voies de circulation par la construction d'un viaduc circulaire surnommé « le tambour » délimitant un vaste espace intérieur occupé par un parc dans lequel douze lieux ornés de statues évoquent autant de périodes de l'histoire catalane.
Depuis 2013, la place fait l'objet d'un nouvel aménagement qui vise à la transformer en un parc urbain de 140 000 m2, à supprimer « le tambour », à faire passer la Gran Via en souterrain et procéder à un remodelage urbain des abords. En 2016, l'entreprise BIMSA chargée des travaux annonce qu'en raison de difficultés techniques et d'imprévus l'ouverture du tunnel de la Gran Via ne pourra pas avoir lieu avant la fin de 2018.
Le 6 avril 2019, après un an de travaux pour un coût de 17,2 millions d'euros, la première phase du parc est inaugurée avec l'ouverture de l'anneau central de 20 400 m2 autour d'une pelouse de plus d'un hectare située à l'emplacement de l'ancien nœud routier.
La deuxième phase est inaugurée le 26 avril 2025, avec l'ouverture d'un nouvel espace de 4,3 hectares, dont 9 000 m2 d'espaces verts.

## Dénomination
Víctor Balaguer, chargé de nommer les voies de l'Eixample, lui donne le nom de place des Gloires catalanes. Pendant la dictature franquiste, la place est rebaptisée place des Gloires nationales avant de retrouver son nom initial avec le retour de la démocratie.

## Sites et monuments
- Le musée du Design de Barcelone est installé dans le bâtiment Disseny Hub Barcelona inauguré en décembre 2014 et situé au sud-est de la place, œuvre de Josep Martorell, Oriol Bohigas et David Mackay, qui abrite notamment les créations de la modiste Caroline Montagne Roux.
- La tour Glòries (ancienne tour Agbar), dessinée par l'architecte français Jean Nouvel, dresse ses 142 m à l'est de la place, près du Parc del Centre del Poblenou, du même architecte[4], dans le District 22@, quartier dédié aux technologie du district de Sant Martí.
- Le marché aux puces (Encants Vells), installé depuis 1928 au nord de la place, est transféré en 2014 dans un nouveau bâtiment situé lui au sud de la place.
- L'agora Berta Cáceres est un espace naturel abritant six espèces de bambous.